# Campionato internazionale gran turismo 1961
La Coppa vetture gran turismo 1961 è stata la 2ª edizione della Campionato internazionale gran turismo organizzato dalla Federazione Internazionale dell'Automobile e riservato alle vetture gran turismo.

## Regolamento

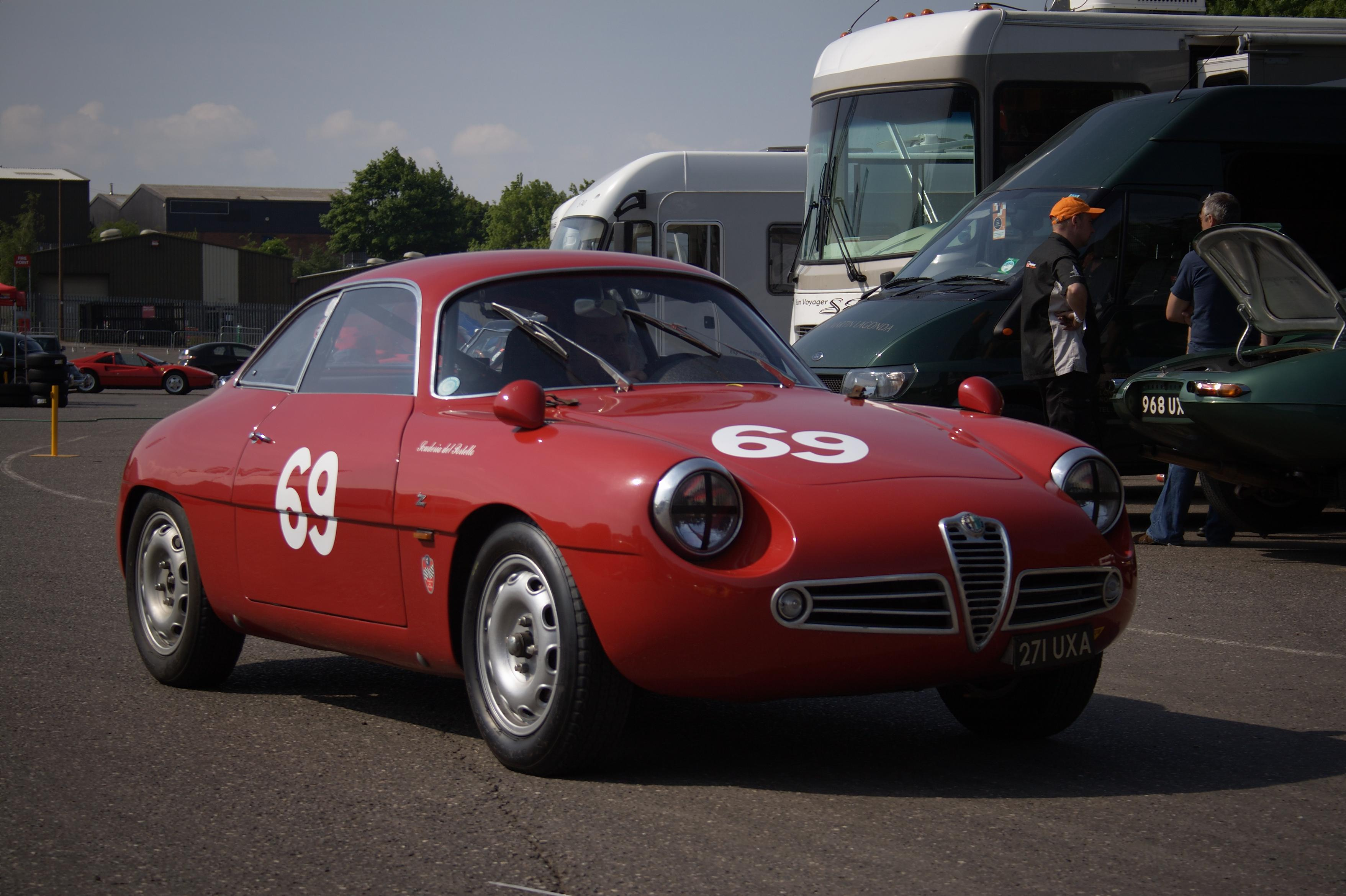
Una Alfa Romeo Giulietta SZ ad una manifestazione storica

Il regolamento per la stagione 1960 prevede che partecipino al Campionato vetture gran turismo raggruppate in sei divisioni in base alla cilindrata.
- Divisione 1 fino a 500cc:
- Divisione 2 fino a 700cc: Fiat-Abarth 700, NSU Prinz
- Divisione 3 fino a 1000cc: Austin-Healey Sprite, Fiat-Abarth 1000
- Divisione 4 fino a 1300cc: Alfa Romeo Giulietta SV, Alfa Romeo Giulietta SZ, Lancia Appia, Lotus Elite
- Divisione 5 fino a 2000cc: Fiat 8V, Maserati A6G, Morgan Plus 8, Porsche 356
- Divisione 6 oltre 2000cc: Aston Martin DB4, Austin-Healey 3000, Chevrolet Corvette, Ferrari 250 GT, Lancia Flaminia

## Risultati
| Nº | Gara                    | Vincitore assoluto | Divisione 2 | Divisione 3 | Divisione 4 | Divisione 5 | Divisione 6 | Note           |
| -- | ----------------------- | ------------------ | ----------- | ----------- | ----------- | ----------- | ----------- | -------------- |
| 1  | 4 Ore di Sebring        | Fiat-Abarth        | NSU         | Fiat-Abarth |             |             |             |                |
| 2  | 12 Ore di Sebring       | Ferrari            |             |             | Alfa Romeo  | MG          | Ferrari     | Valida per CMS |
| 3  | Targa Florio            | Ferrari            |             |             | Alfa Romeo  | Porsche     | Lancia      | Valida per CMS |
| 4  | Coppa Ascari            | Alfa Romeo         | Fiat-Abarth | Fiat-Abarth |             |             |             |                |
| 5  | 1000 km del Nürburgring | Maserati           |             |             |             | Porsche     | Ferrari     | Valida per CMS |
| 6  | 24 Ore di Le Mans       | Ferrari            |             |             |             | Porsche     | Ferrari     | Valida per CMS |
| 7  | Coppa GT di Monza       | Alfa Romeo         | Fiat-Abarth | Fiat-Abarth |             |             |             |                |
| 8  | Gran Premio di Pescara  | Ferrari            |             |             | Alfa Romeo  |             | Ferrari     | Valida per CMS |
| 9  | Tourist Trophy          | Ferrari            |             |             |             | Porsche     | Ferrari     |                |
| 10 | 500 km del Nürburgring  | Fiat-Abarth        | Fiat-Abarth | Fiat-Abarth |             |             |             |                |
| 11 | Coppa Turismo di Monza  | Fiat-Abarth        |             | Fiat-Abarth | Alfa Romeo  |             |             |                |
| 12 | Coppa Intereuropa       | Ferrari            |             |             |             | Porsche     | Ferrari     |                |
| 13 | 1000 km di Parigi       | Ferrari            |             |             | Alfa Romeo  | Porsche     | Ferrari     |                |

## Classifiche

### Divisione 2
| Pos | Costruttore | Pr 1 | Pr 2 | Pr 3 | Pr 4 | Pr 5 | Pr 6 | Pr 7 | Pr 8 | Pr 9 | Pr 10 | Pr 11 | Pr 12 | Pr 13 | Totale |
| --- | ----------- | ---- | ---- | ---- | ---- | ---- | ---- | ---- | ---- | ---- | ----- | ----- | ----- | ----- | ------ |
| 1   | Fiat-Abarth |      |      |      | 8    |      |      | 8    |      |      | 8     |       |       |       | 24     |
| 2   | NSU         | 8    |      |      |      |      |      |      |      |      |       |       |       |       | 8      |
| 3   | BMW         |      |      |      |      |      |      |      |      |      | 6     |       |       |       | 6      |

### Divisione 3
| Pos | Costruttore   | Pr 1 | Pr 2 | Pr 3 | Pr 4 | Pr 5 | Pr 6 | Pr 7 | Pr 8 | Pr 9 | Pr 10 | Pr 11 | Pr 12 | Pr 13 | Totale |
| --- | ------------- | ---- | ---- | ---- | ---- | ---- | ---- | ---- | ---- | ---- | ----- | ----- | ----- | ----- | ------ |
| 1   | Fiat-Abarth   | 8    |      |      | 8    |      |      | 8    |      |      | (8)   | (8)   |       |       | 24     |
| 2   | Austin-Healey | 4    |      |      | 3    |      |      |      |      |      | 4     |       |       |       | 11     |

### Divisione 4
| Pos | Costruttore | Pr 1 | Pr 2 | Pr 3 | Pr 4 | Pr 5 | Pr 6 | Pr 7 | Pr 8 | Pr 9 | Pr 10 | Pr 11 | Pr 12 | Pr 13 | Totale |
| --- | ----------- | ---- | ---- | ---- | ---- | ---- | ---- | ---- | ---- | ---- | ----- | ----- | ----- | ----- | ------ |
| 1   | Alfa Romeo  |      | 8    | 8    |      | (6)  |      |      | 8    |      |       | 8     |       | 8     | 40     |
| 2   | Lotus       |      |      |      |      | 8    | 8    |      |      | 8    |       | 4     |       |       | 28     |

### Divisione 5
| Pos | Costruttore | Pr 1 | Pr 2 | Pr 3 | Pr 4 | Pr 5 | Pr 6 | Pr 7 | Pr 8 | Pr 9 | Pr 10 | Pr 11 | Pr 12 | Pr 13 | Totale |
| --- | ----------- | ---- | ---- | ---- | ---- | ---- | ---- | ---- | ---- | ---- | ----- | ----- | ----- | ----- | ------ |
| 1   | Porsche     |      |      | 8    |      | 8    | 8    |      |      | 8    |       |       | 8     | (8)   | 40     |
| 2   | Sunbeam     |      | 4    |      |      |      | 6    |      |      | 2    |       |       |       |       | 12     |
| 3   | Morgan      |      |      |      |      |      |      |      |      | 4    |       |       | 4     |       | 8      |
| 3   | MG          |      | 8    |      |      |      |      |      |      |      |       |       |       |       | 8      |
| 5   | Fiat        |      |      | 4    |      |      |      |      |      |      |       |       | 3     |       | 7      |
| 6   | AC          |      |      |      |      |      | 4    |      |      |      |       |       |       |       | 4      |
| 7   | Arnolt      |      | 3    |      |      |      |      |      |      |      |       |       |       |       | 3      |
| 8   | Triumph     |      |      |      |      |      |      |      |      | 1    |       |       |       |       | 1      |

### Divisione 6
| Pos | Costruttore   | Pr 1 | Pr 2 | Pr 3 | Pr 4 | Pr 5 | Pr 6 | Pr 7 | Pr 8 | Pr 9 | Pr 10 | Pr 11 | Pr 12 | Pr 13 | Totale |
| --- | ------------- | ---- | ---- | ---- | ---- | ---- | ---- | ---- | ---- | ---- | ----- | ----- | ----- | ----- | ------ |
| 1   | Ferrari       |      | 8    |      |      | 8    | 8    |      | 8    | 8    |       |       | (8)   | (8)   | 40     |
| 2   | Lancia        |      |      | 8    |      |      |      |      | 3    |      |       |       | 1     |       | 12     |
| 3   | Aston Martin  |      |      |      |      |      |      |      |      | 4    |       |       | 6     | 1     | 11     |
| 4   | Chevrolet     |      | 6    |      |      |      |      |      |      |      |       |       |       |       | 6      |
| 5   | Austin-Healey |      |      |      |      | 2    |      |      |      |      |       |       |       |       | 2      |